# Commissione per le attività antiamericane
La Commissione per le attività antiamericane (in inglese House Committee on Un-American Activities, noto anche con le sigle HCUA o, meno propriamente, HUAC) è stata una commissione investigativa congressuale (United States Congressional Committee) della Camera dei Rappresentanti degli Stati Uniti (the House).

## Storia
Creata nel 1938 come commissione speciale presieduta dal democratico texano Martin Dies, per indagare su ideologie "aliene" come fascismo e comunismo, nel 1945 divenne una commissione permanente della Camera dei rappresentanti su iniziativa del deputato John Rankin del Mississippi, focalizzandosi per tutti i primi anni della guerra fredda sui rapporti tra il Partito Comunista degli Stati Uniti d'America e Mosca, indagando sulle infiltrazioni sovietiche nel programma nucleare, nei sindacati, nel sistema dell'istruzione e nei mass media; per questi motivi è spesso confusa con l'omologa commissione del Senato, che fu creata più tardi sotto la presidenza di Joseph McCarthy.
L'HUAC esercitò per anni il suo potere coercitivo di convocazione e di intimazione a rispondere, per dare la caccia agli autori di Hollywood, privando del lavoro molti sceneggiatori recalcitranti. I senatori Kenneth Wherry e Lister Hill usarono minacce simili per perseguitare gli uomini gay che prestavano servizio nel governo federale. Joseph McCarthy usò le stesse tattiche alla guida della omologa commissione senatoriale: negli anni Cinquanta, migliaia di testimoni in tutte le parti della società - scuole, università, sindacati, chiese, giornali - dovettero soppesare la fedeltà alle loro coscienze rispetto ai loro mezzi di sussistenza, nel decidere se sottomettersi a quella che è diventata nota come la Paura rossa.
Nel 1969, la Camera dei Rappresentanti cambiò il nome in Commissione per la sicurezza interna (House Committee on Internal Security) e, infine, la abolì nel 1975, trasferendone le funzioni allo House Judiciary Committee.
Nel 2001 buona parte dei suoi archivi furono desecretati su richiesta del National Coordinating Committee for the Promotion of History.

## Nella giurisprudenza costituzionale
Nel 1957, la Corte suprema degli Stati Uniti d'America delimitò alcuni dei poteri della commissione, stabilendo in Watkins v. United States che il Congresso poteva effettivamente tenere qualcuno responsabile per contempt of Parliament (offesa al Congresso) per non aver risposto a una domanda "pertinente all'indagine in esame", ma che la domanda doveva essere chiara e limitata, ovvero non frutto di una generica fishing expedition del tipo di quelle in cui si era specializzata l'HUAC.
Ma lo strumento dell'inchiesta parlamentare non è stato privato in assoluto dei suoi poteri coercitivi: la stessa Corte suprema ha successivamente riconosciuto, in Eastland v. United States Servicemen's Fund (1975), che finché il Congresso perseguiva un obiettivo legislativo legittimo con la sua citazione in giudizio, era immune all'intervento giudiziario e ha chiarito che tali obiettivi potevano essere ampi e a tempo indeterminato; non c'era bisogno di una legislazione attuativa per dare corso alle relative sanzioni, potendosi utilizzare l'accusa di contempt per il testimone reticente o renitente.

## Presidenti

### Special Investigation Committee
- Martin Dies Jr., 1938-1944

### House Committee on Un-American Activities: chairmen
- Edward J. Hart (D-NJ), 1945-46
- John Parnell Thomas (R-NJ), 1947-48
- John Stephens Wood (D-GA), 1949-53
- Harold Himmel Velde (R-IL), 1953-55
- Francis Walter (D-PA), 1955-65
- Edwin Edward Willis (D-LA), 1965-69

### House Committee on Internal Security
- Richard Howard Ichord Jr., 1969-1975

Membri rilevanti dello House Committee on Internal Security sono stati:
- Richard Nixon
- Gordon H. Scherer
- Karl Earl Mundt
- Felix Edward Hébert
- John Elliott Rankin
- Richard B. Vail
- Donald L. Jackson
- Jerry Voorhis